# 43-й окремий штурмовий авіаційний полк (РФ)
43-й окремий морський штурмовий авіаційний полк (в/ч 59882) — формування Повітряно-космічних сил Росії. З 2014 року базується на авіабазі Саки в окупованому Криму. Перебуває в складі Чорноморського флоту. Полк оснащений літаками Су-30СМ та Су-24М.

## Історія
Полк був сформований у 1938 році як 43-й винищувальний на аеродромі Васильків. Полк багато разів перейменовувався і перебазовувався під час свого існування, і у червні 1990 року після виводу з Монголії був перебазований на аеродром Гвардійське, ввійшовши в склад Чорноморського флоту СРСР як 43-й окремий морський штурмовий (ОМШАП). На той час був оснащений Су-17 та Ту-16К.
Після розпаду СРСР, в грудні 1991 року, 43-й полк залишився під командуванням ВМФ Росії. В червні 1995 року полк було переформовано на дво-ескадрильний, а вже у жовтні цього ж року згідно з директивою ГШ ВМФ № 730/10422 його переформатували у 43-тю окрему морську штурмову авіаційну ескадрилью. У 1997 році авіаційна техніка відповідно до міжурядового договору Росії та України підлягала розділу: 20 літаків Су-17м3 та 2 Су-17ум3 були залишені ВПС ЧФ, а 22 літаки відійшли Україні та були перегнані на аеродром Лиманське в Одеській області.
В січні 1998 року на озброєння 43-ї ескадрильї замість Су-17м3 були виділені фронтові бомбардувальники Су-24 (ранніх модифікацій). Перші 4 літаки Су-24 були перебазовані на Гвардійське у грудні 2000 року. У грудні 2004 року 43-тя ескадрилья була знову розгорнута в 43-й окремий морський штурмовий авіаційний полк.

### Російсько-грузинська війна
У серпні 2008 року 6 екіпажів полку під командуванням заступника командира полку з льотної підготовки Володимира Цуранова брали участь у Російсько-грузинській війні.
До середини 2009 року 43-й полк (в/ч 13111) входив до складу ВПС ЧФ, маючи на озброєнні 18 штурмовиків Су-24 та розвідники Су-24МР. Він був єдиною ударною авіаційною частиною ВПС ЧФ Росії. У середині 2009 року 43-й полк разом з частинами забезпечення на аеродромі Гвардійське було переформовано на 7058-му Севастопольську Червонопрапорну ордена Кутузова авіаційну базу Морської Авіації Чорноморського флоту. У складі авіабази були дві штурмові ескадрильї, якими командували підполковник Олексій Ємельяненко та підполковник Олексій Семенов.

### Російсько-українська війна
У червні 2014 року 43 ОМШАП знову було відновлено і перебазовано на авіабазу Саки.
З цього ж року почалось переоснащення полку на літаки Су-30СМ.

### Вторгнення в Україну 2022 року
Полк бере участь у війні з Україною з самого початку повномасштабного вторгнення, та звинувачується ГУР МОУ у воєнних злочинах.

## Командування
- Кисельов Андрій Леонідович[2][1]